# ويلي (تكساس)
ويلي (بالإنجليزية: Wylie, Texas)‏ هي مدينة تقع بولاية تكساس في شمال شرق الولايات المتحدة. تبلغ مساحة هذه المدينة 91.5 (كم²)، وترتفع عن سطح البحر 170 م، بلغ عدد سكانها 41427 نسمة في عام 2010 حسب إحصاء مكتب تعداد الولايات المتحدة .

## التركيبة السكانية
حدّد مكتب تعداد الولايات المتحدة بيانات التركيبة السكانية لويلي في تعداد الولايات المتحدة. في ما يلي، التركيبة السكانية حسب تعدادي 2000 و2010.

### تعداد عام 2000
بلغ عدد سكان ويلي 15,132 نسمة بحسب تعداد عام 2000، وبلغ عدد الأسر 5,085 أسرة وعدد العائلات 4,107 عائلة مقيمة في المدينة. في حين سجلت الكثافة السكانية 156.7 نسمة لكل كيلومتر مربع (405.9/ميل2). وبلغ عدد الوحدات السكنية 5,326 وحدة بمتوسط كثافة قدره 55.2 لكل كيلومتر مربع (143.0/ميل2).
وتوزع التركيب العرقي للمدينة بنسبة 90.45% من البيض و2.07% من الأمريكيين الأفارقة و0.70% من الأمريكيين الأصليين و0.60% من الأمريكيين ذوي الأصول الآسيوية و0.03% من سكان جزر المحيط الهادئ و4.30% من الأعراق الأخرى و1.86% من عرقين مختلطين أو أكثر و10.44% من الهسبانيون أو اللاتينيون من أي عرق.
بلغ عدد الأسر 5,085 أسرة كانت نسبة 53.7% منها لديها أطفال تحت سن الثامنة عشر تعيش معهم، وبلغت نسبة الأزواج القاطنين مع بعضهم البعض 64.9% من أصل المجموع الكلي للأسر، ونسبة 11.2% من الأسر كان لديها معيلات من الإناث دون وجود شريك، بينما كانت نسبة 4.7% من الأسر لديها معيلون من الذكور دون وجود شريكة وكانت نسبة 19.2% من غير العائلات. تألفت نسبة 15.3% من أصل جميع الأسر من عدة أفراد يعيشون في نفس المنزل ونسبة 4.2% كانت تتألف من شخص يعيش بمفرده يبلغ من العمر 65 عاماً أو أكثر. وبلغ متوسط حجم الأسرة المعيشية 2.96، أما متوسط حجم العائلات فبلغ 3.29.
بلغ العمر الوسطي للسكان 30.7 عاماً. وكانت نسبة 33.4% من القاطنين تحت سن الثامنة عشر، وكانت نسبة 7.2% بين الثامنة عشر والرابعة والعشرين عاماً، ونسبة 37.6% كانت واقعةً في الفئة العمرية ما بين الخامسة والعشرين والرابعة والأربعين عاماً، ونسبة 15.9% كانت ما بين الخامسة والأربعين والرابعة والستين، ونسبة 5.3% كانت ضمن فئة الخامسة والستين عاماً فما فوق. يوجد لكل 100 أنثى 98.0 ذكر، ويوجد لكل 100 أنثى في الثامنة عشر من عمرها فما فوق 95.7 ذكر.
بلغ متوسط دخل الأسرة في المدينة 58,643 دولارًا، أما متوسط دخل العائلة فبلغ 62,997 دولارًا. وكان متوسط دخل الذكور 44,727 دولارًا مقابل 31,084 دولارًا للإناث. وسجل دخل الفرد الخاص بالمدينة 22,965 دولارًا. وكانت نسبة 2.3% من العائلات ونسبة 3.3% من السكان تحت خط الفقر، وكان من هؤلاء نسبة 3.4% تحت سن الثامنة عشر ونسبة 3.4% في الخامسة والستين من العمر وما فوق.

### تعداد عام 2010
بلغ عدد سكان ويلي 41,427 نسمة بحسب تعداد عام 2010، وبلغ عدد الأسر 13,237 أسرة وعدد العائلات 10,900 عائلة مقيمة في المدينة. في حين سجلت الكثافة السكانية 429 نسمة لكل كيلومتر مربع (1,111.1/ميل2). وبلغ عدد الوحدات السكنية 13,840 وحدة بمتوسط كثافة قدره 143.3 لكل كيلومتر مربع (371.1/ميل2).
وتوزع التركيب العرقي للمدينة بنسبة 71.17% من البيض و12.41% من الأمريكيين الأفارقة و0.65% من الأمريكيين الأصليين و5.55% من الأمريكيين ذوي الأصول الآسيوية و0.07% من سكان جزر المحيط الهادئ و6.85% من الأعراق الأخرى و3.30% من عرقين مختلطين أو أكثر و17.91% من الهسبانيون أو اللاتينيون من أي عرق.
بلغ عدد الأسر 13,237 أسرة كانت نسبة 55.2% منها لديها أطفال تحت سن الثامنة عشر تعيش معهم، وبلغت نسبة الأزواج القاطنين مع بعضهم البعض 65.2% من أصل المجموع الكلي للأسر، ونسبة 12.1% من الأسر كان لديها معيلات من الإناث دون وجود شريك، بينما كانت نسبة 5% من الأسر لديها معيلون من الذكور دون وجود شريكة وكانت نسبة 17.7% من غير العائلات. تألفت نسبة 14% من أصل جميع الأسر من عدة أفراد يعيشون في نفس المنزل ونسبة 2.9% كانت تتألف من شخص يعيش بمفرده يبلغ من العمر 65 عاماً أو أكثر. وبلغ متوسط حجم الأسرة المعيشية 3.12، أما متوسط حجم العائلات فبلغ 3.44.
بلغ العمر الوسطي للسكان 31.7 عاماً. وكانت نسبة 33.6% من القاطنين تحت سن الثامنة عشر، وكانت نسبة 6.9% بين الثامنة عشر والرابعة والعشرين عاماً، ونسبة 35.2% كانت واقعةً في الفئة العمرية ما بين الخامسة والعشرين والرابعة والأربعين عاماً، ونسبة 19.2% كانت ما بين الخامسة والأربعين والرابعة والستين، ونسبة 5.1% كانت ضمن فئة الخامسة والستين عاماً فما فوق. وتوزع التركيب الجنسي للسكان بنسبة 48.7% ذكور و51.3% إناث.

## أعلام
- أولوا فيكتور
- بيل هاريس

## وصلات خارجية
- City of Wylie Official Website
- The US50 - Cities and Towns in Texas State